# Adolphe Simonis Empis
Adolphe-Dominique-Florent-Joseph Simonis, känd under namnet Empis, född den 29 mars 1795 i Paris, död där den 11 december 1868, var en fransk teaterdiktare. 
Empis blev 1847 medlem av Franska akademien och var 1856-1859 direktör för Théâtre Français. Ett urval av hans arbeten offentliggjordes 1840 under titeln Théâtre de m:r Empis. Hans bästa arbete är Les six femmes de Henri VIII (1854).